# Achille Lauro
Achille Lauro (рус. Акилле Лауро) — круизное судно длиной 192 метра, построенное под именем Willem Ruys на голландской верфи Damen Schelde Naval Shipbuilding во Флиссингене для Роттердамского Ллойда (ныне Nedlloyd) в 1947 г.

## История судна
Строительство заказанного в 1938 г. судна из-за Второй мировой войны продолжалось около 9 лет с 1939 по 1947 г. Киль под заводским номером 214 был заложен в январе 1939 г. на верфи во Флиссингене. Судно было спущено на воду лишь 1 июля 1946 г., передано 21 ноября 1947 г. и принято в эксплуатацию Royal Rotterdam Lloyd (Королевским Роттердамским Ллойдом), Роттердам, Голландия в 1947 г. Первый рейс состоялся 2 декабря 1947 г. в Голландскую Ост-Индию, колониальные владения Голландии, по маршруту Роттердам — Батавия. После получения независимости в 1949 г. количество пассажиров в этом направлении резко сократилось.
В мае 1958 г. отправился из Роттердама в Нью-Йорк и совершил два рейса из Роттердама в Монреаль. До 1965 г. ходило под голландским флагом и под названием Willem Ruys.

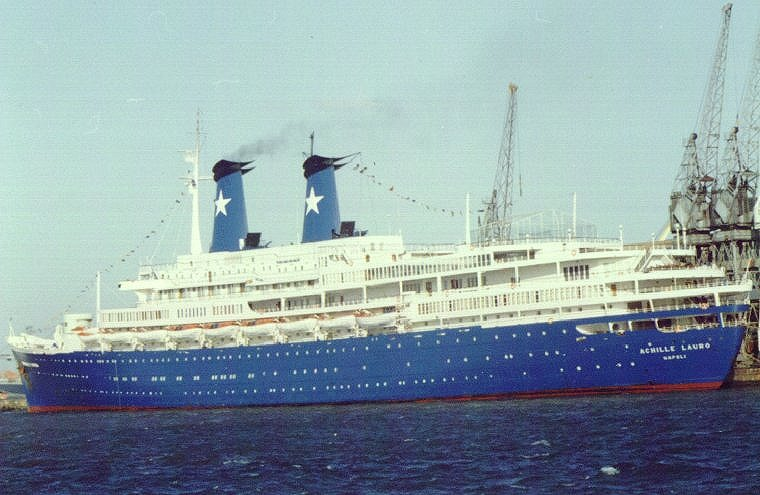
Achille Lauro в порту
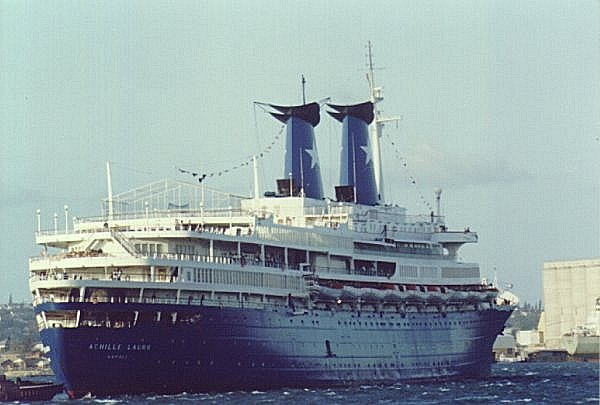
Правый борт
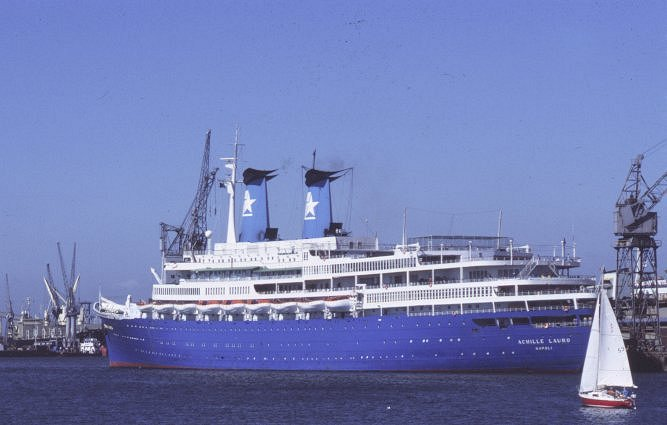
Achille Lauro в 1989 г.
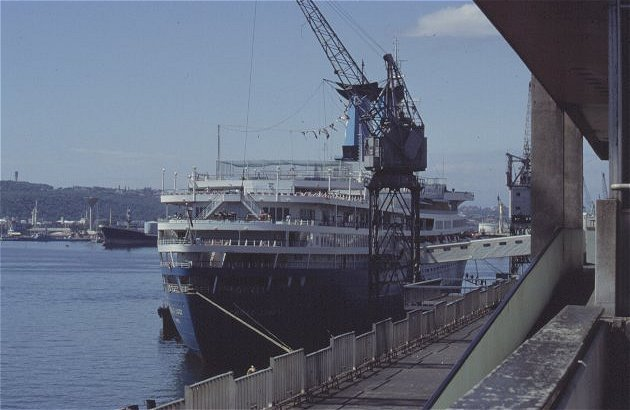
У причала

### Захват Achille Lauro
В январе 1965 г. судно было передано в итальянскую Flotta Lauro Lines, где его переименовали в Achille Lauro. Под этим именем судно и стало известно на весь мир, став объектом захвата террористами 7 октября 1985 г. во время 12-дневного круиза по Средиземному морю с 680 пассажирами на борту и примерно 350 членами экипажа, состоявшего преимущественно из итальянцев и португальцев. Судно направлялось из Александрии в Порт-Саид на северо-востоке Египта и было захвачено четырьмя палестинскими террористами.

### Гибель Achille Lauro
30 ноября 1994 г. в машинном отделении судна Achille Lauro, которое, совершая круиз с 1000 пассажирами на борту, находилось в 30 милях восточнее Африканского Рога (Сомали) в Индийском океане, возник пожар, который быстро вышел из-под контроля. Пассажиры были эвакуированы главным образом на суда Hawaiian King. Командование ВМС США послало к месту катастрофы два корабля United States Navy USS Halyburton и USS Gettysburg для профилактики и оказания медицинской помощи. Постоянно закачиваемая для тушения пожара пожарными насосами вода привела к сильному крену судна. Пожар не был взят под контроль. На рассвете 2 декабря 1994 г. была предпринята попытка взять судно на буксир, чтобы отвести его к побережью. Однако в это время судно сотряс сильный взрыв и через небольшой промежуток времени оно затонуло.
Во время аварии погибло три человека.

### В кино
Судно в итальянском доке можно увидеть в кино на 82 минуте фильма «Закон улиц» 1974 года. А также в фильме «Террор на борту» (англ.
«Voyage of Terror: The Achille Lauro Affair») режиссера Альберто Негрина.